# Muscle auriculaire antérieur
Le muscle auriculaire antérieur est le plus petit des trois muscles extrinsèques de l'oreille.
Il est mince, aplati et en forme d'éventail. Ses fibres sont pâles et indistinctes.

## Description

### Origine
Le muscle auriculaire antérieur naît du bord latéral de l'aponévrose épicrânienne.

### Trajet
Les fibres convergent en se dirigeant en bas et en arrière.

### Terminaison
Le muscle auriculaire antérieur se termine sur l'épine de l'hélix.

### Innervation
Le muscle auriculaire antérieur est innervé par la branche temporale du nerf facial (VII),.
Il peut également recevoir quelques petites branches du nerf auriculo-temporal, branche du nerf mandibulaire, elle-même branche du nerf trijumeau (V).

### Rapports
L'artère temporale superficielle, une branche de l'artère carotide externe, passe sous le muscle auriculaire antérieur pour alimenter le pavillon de l'oreille .

## Action
Le muscle auriculaire antérieur dilate et tire le pavillon de l'oreille vers le haut et vers l'avant.